# 제3부문
제3부문은 정부부문인 제1섹터와 민간영리부문인 제2섹터를 혼합해서 만들어진 새로운 형태의 공급서의 공급주체이다.

## 개요
나라 또는 지방공공단체가 공공목적을 위하여 경영하는 공기업을 제1섹터. 영리를 목적으로 하는 사기업을 제2섹터라고 하는데 그것과는 다른 방식에 의한 법인, 방법으로서의 공공목적을 위한 시민참여가 바로 제3부문이다. 국제적으로 제3부문은 NPO, 시민단체 그 외의 민간의 비영리단체를 나타내고 영어권(특히 영국)에서는 NPO나 자선단체 등 공공서비스를 제공하는 민간단체를 나타낸다. 본래 제3부문은 영어에서 비영리 기업을 일컫는 말이지만, 현재는 민간 부문이 가진 우수한 정보·기술과 풍부한 자본을 공공부문에 도입해 공동출자 형식으로 행하는 지역개발사업을 말한다. 제3부문은 준정부조직으로서 영리를 목적으로 하는 민간부문이 비영리활동을 하는 QUANGO(Quasi-Autonomous NGO)와 공공기관이 영리활동을 하는 QUAGO(Quasi-governmental Org) 두 가지로 나뉜다.

### QUAGO
공공기관이 영리활동을 하며 이때 국가는 계약국가, 그림자국가, 감추어진 공공영역, 공유된 정부 등으로 일컬어진다. 이 준 정부부문은 준 정부기관과 공기업으로 나뉜다.

### QUANGO
민간부문이 비영리활동을 하는 영역으로서, 정부와 공동생산을 하면서도 정부로부터 독립성을 가지고 운영된다. 또한 이들은 정부 보완적 역할도 수행한다. 이 비영리 부문은 시민단체, 법인과 시민으로 나뉘는데, 시민단체 법인으로서 참여연대가 있으며, 시민으로는 자원봉사자가 있다.

## 제3부문 활성방안
제3부문의 공무원 파견 범위의 투명성을 가질 필요가 있으며, 국가의 정책적 지원이 늘어나서 어느정도 통제권을 가져야할 필요가 있다. 또한 제3부문 사업에 대한 공공기관의 지나친 통제는 오히려 자유로운 경영과 환경변화에 잘 대응하지 못하여 비효율과 비능률을 초래할 위험이 있으므로 민-관이 일정할 기준 아래에서 협의할 민주적 통제 기준이 설정되어야 한다.

## 대한민국에서의 제3부문
제3부문이 본격적으로 사용된 것은 1990년도부터로, 지방자치단체들이 부족한 자원을 보충하기 위해 제3부문에 관심을 기울이게 된다. 이로 인해 1992년 12월 지방공기업법 제 53조 2항이 규정한 지방자치단체 출차 비율 50%를 개정하여 25%이상 50%미만을 출자한 경우, 민법과 상법에 의해 법인을 설립하도록 하여 제3부문이 활성화되도록 하는 법적 근거가 마련되었다(민자유치촉진법안). 이후 1993년부터 제3부문이 생겨나기 시작하여 1998년 전체 간접 경영 사업 110개 가운데 30개가 주식회사용 공기업이 되었다.
현재의 대한민국의 제3부문 공기업은 한국연구재단, 한국소비자 보호원, 국민연금 관리공단, 한국 마사회, 한국철도공사, 한국전력공사, 한국가스공사등에서부터 쓰레기 봉투 제작과 주유소, 휴게소 설치에 이르기까지 넓은 영역에 걸쳐 퍼져 있다. 그러나 한국의 경우에서도 기존의 영리단체와 충돌하는 경우가 생기는 등, 마찰을 빚고 있다.

## 같이 보기
- 압력 단체
- 국제기구
- 박애주의
- 사회적 경제
- 자원봉사

## 참고 문헌
- 신용한 외, 신용한의 compass 행정학
- 이종수, 윤영진 외, 새 행정학
- 신승춘 외, 현대 행정의 이해